# Reserva natural Villavicencio

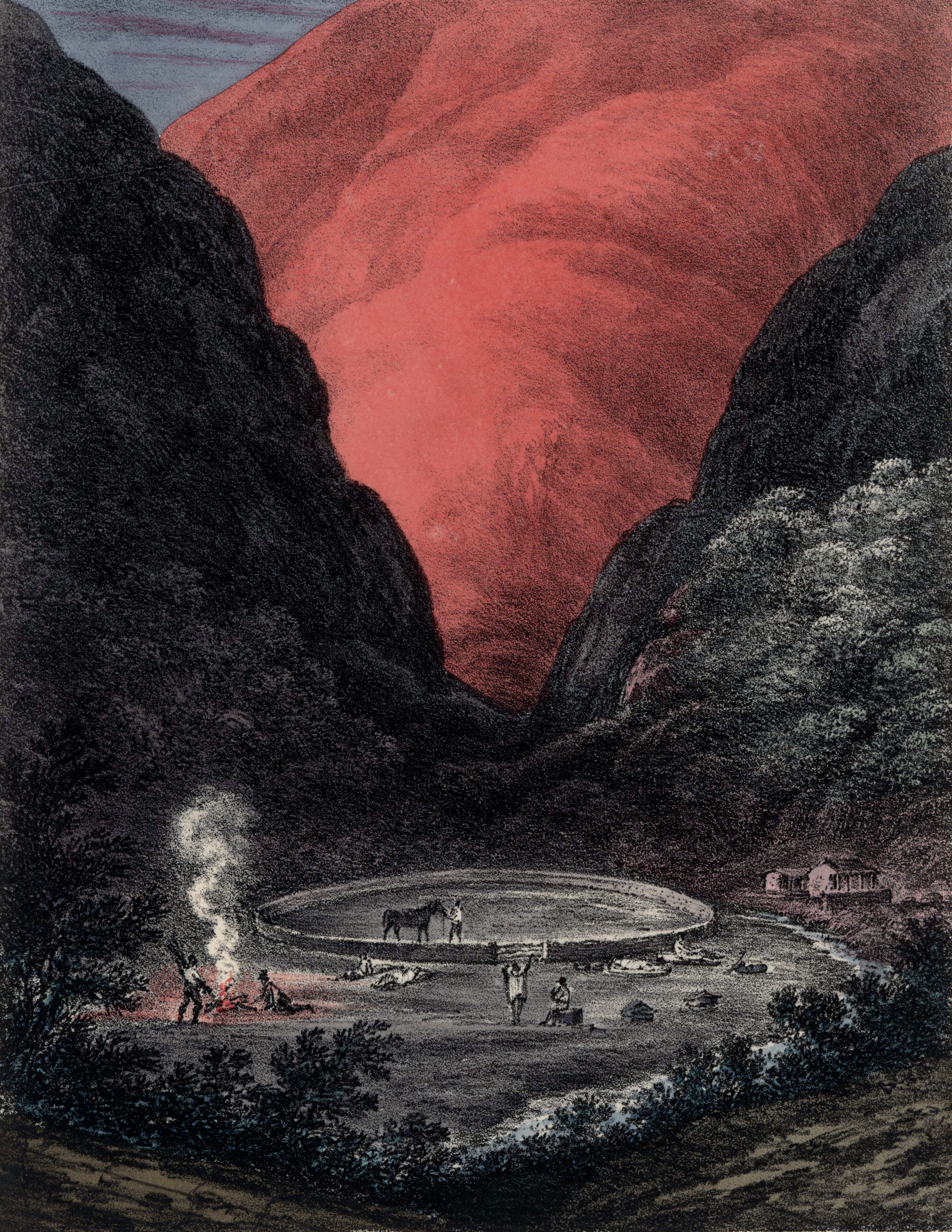
Amanecer en Villavicencio. Dibujo de Schmidtmeyer, litografía coloreada de Aglio, 1824

La reserva natural Villavicencio es un área natural protegida en el departamento Las Heras, provincia de Mendoza, Argentina.
Está ubicada a 50 km de la ciudad de Mendoza, entre las depresiones del valle de Uspallata y las planicies orientales de la precordillera de los Andes. 
Tiene una superficie de 62 000 ha, de las cuales 8680 ha (14%) es zona de uso controlado, 48 360 ha (78%) de uso controlado limitado y 4960 ha (8%) de uso restringido con máxima protección.
Fue creada en el año 2000 mediante la Resolución n.º 1065 de la Dirección de Recursos Naturales Renovables de la Secretaría de Medio Ambiente del Gobierno de Mendoza. En 2009 ingresó en la red de refugios de Vida Silvestre.

## Objetivos
Protección de la biodiversidad nativa, preservación de los recursos hídricos, en especial las fuentes de agua mineral natural, protección del patrimonio arqueológico e histórico y profundización de su conocimiento.
Reserva natural Villavicencio

## Biodiversidad

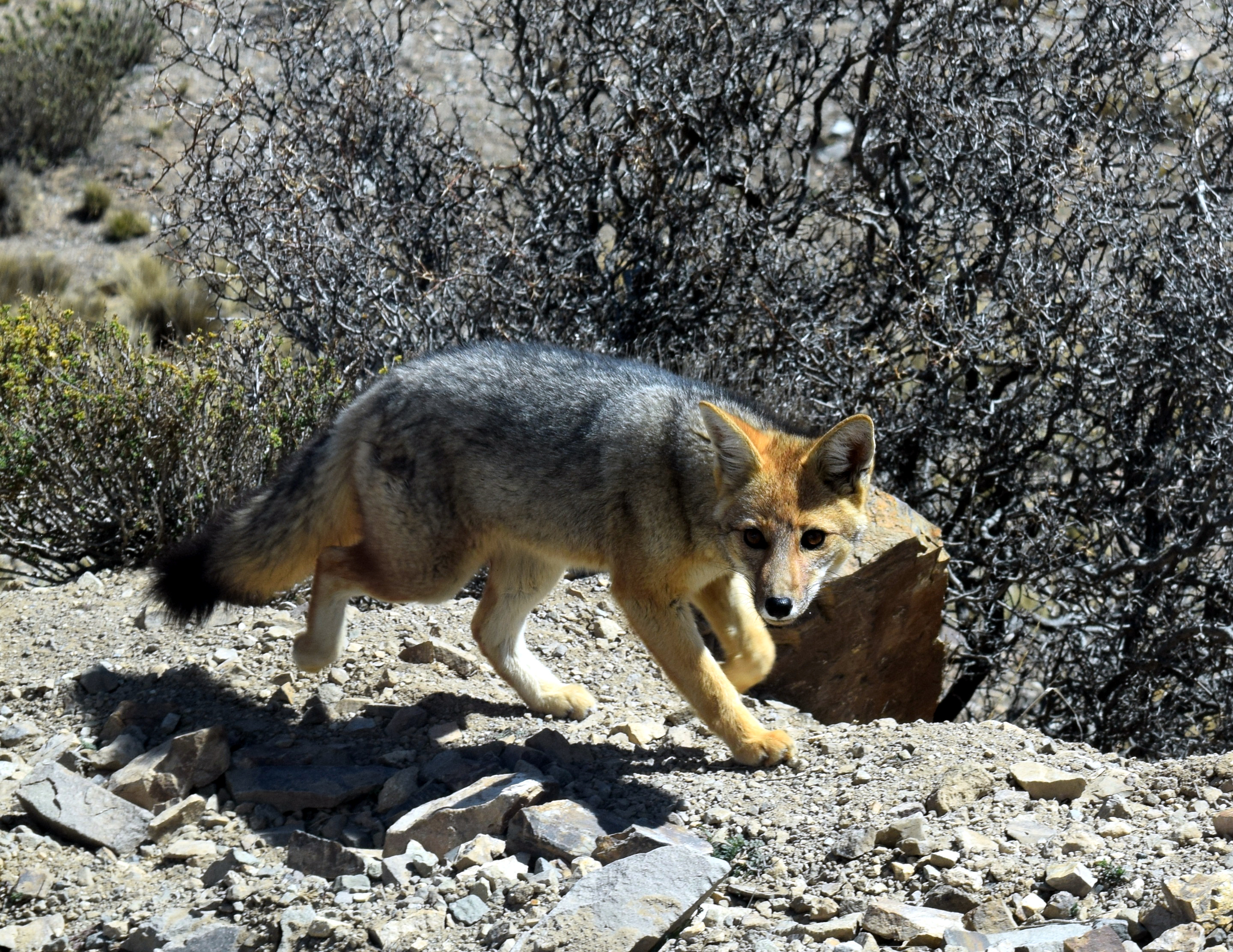
Un zorro colorado dentro de la reserva.

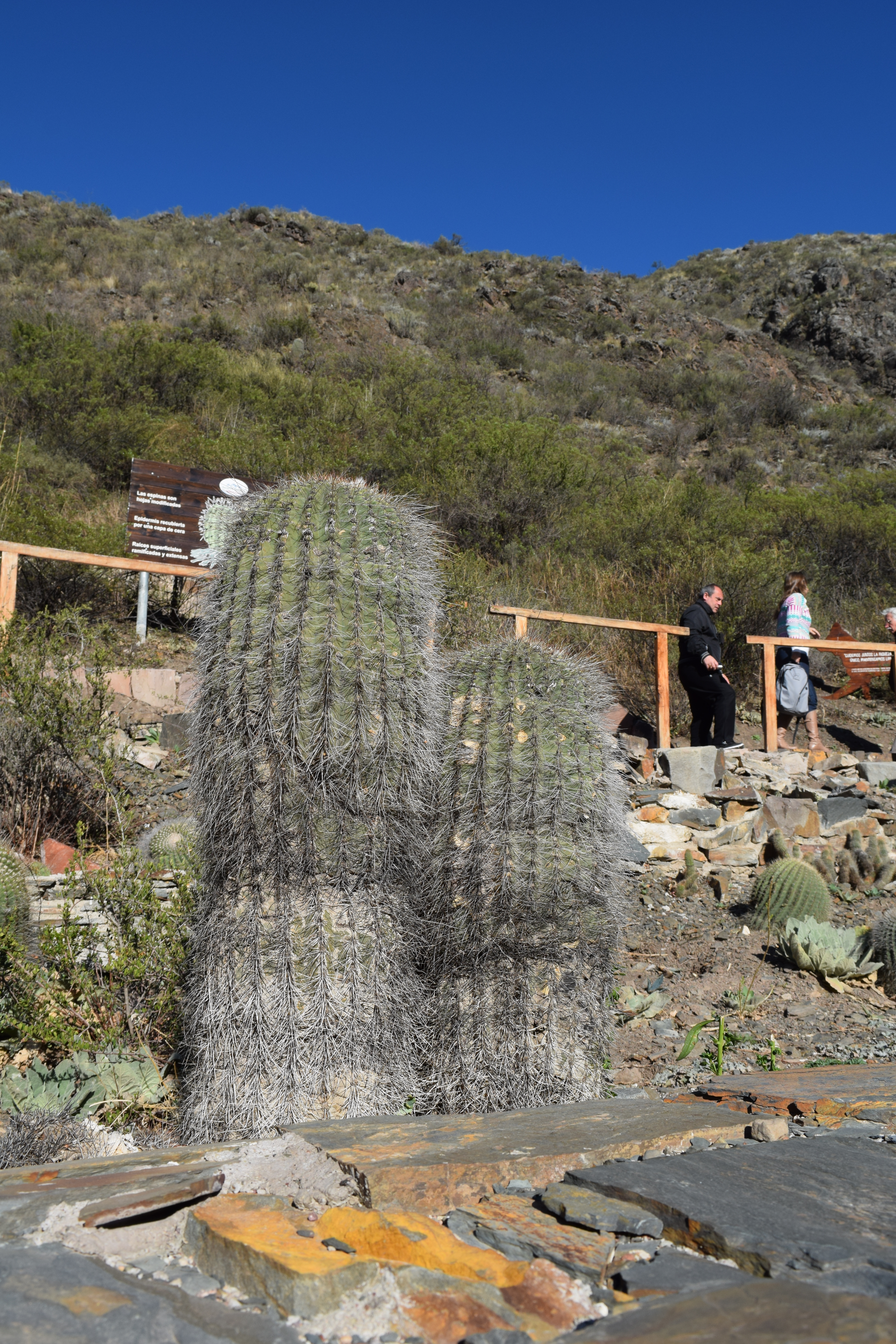
El "Jardín de los Cactus", dentro de la reserva Villavicencio.

En la flora se encuentran especies de flor de San Juan, Dipyrena glaberrima, marancel, chañar, chañar brea, zampa, jarillas (Larrea cuneifolia, Larrea divaricata, Larrea nitida), retamo, algarrobo dulce, aguaribay (especie introducida). Entre las cactáceas hay Cereus aethiops, Echinopsis leucantha, Opuntia sulphurea, Lobivia bruchii, Echinopsis formosa, Denmoza rhodacantha, Tunilla corrugata y Maihuenia patagonica (chupa sangre). Otras plantas presentes son el chil chil, la espina de pescado, la retama europea y la rosa mosqueta, estas dos últimas son especies introducidas.
En cuanto a la fauna, la reserva está habitada por guanacos, chinchillones o vizcachas de la sierra, gatos del pajonal, pumas, zorros colorado y gris, maras, águilas mora, cóndores, gatos monteses y choiques.

## Valor paleontológico
Al oeste de la reserva se han encontrado fósiles de trilobites -organismos invertebrados marinos del período Cámbrico-, de graptolites, y también de plantas vasculares como las lycophytas, de los períodos Silúrico y Devónico de la Era Paleozoica.

## Valor arqueológico
En la zona se encuentran los petroglifos de Canota, ubicados en la quebrada de El Manzano, en el pedemonte oriental de la precordillera. Son un conjunto de grabados de
figuras antropomorfas, zoomorfas y geométricas hechos sobre tres grandes bloques, que se calcula pueden ser del período temprano o medio de la etapa agroalfarera de la región, entre los siglos IV y X d. C..

## Valor histórico

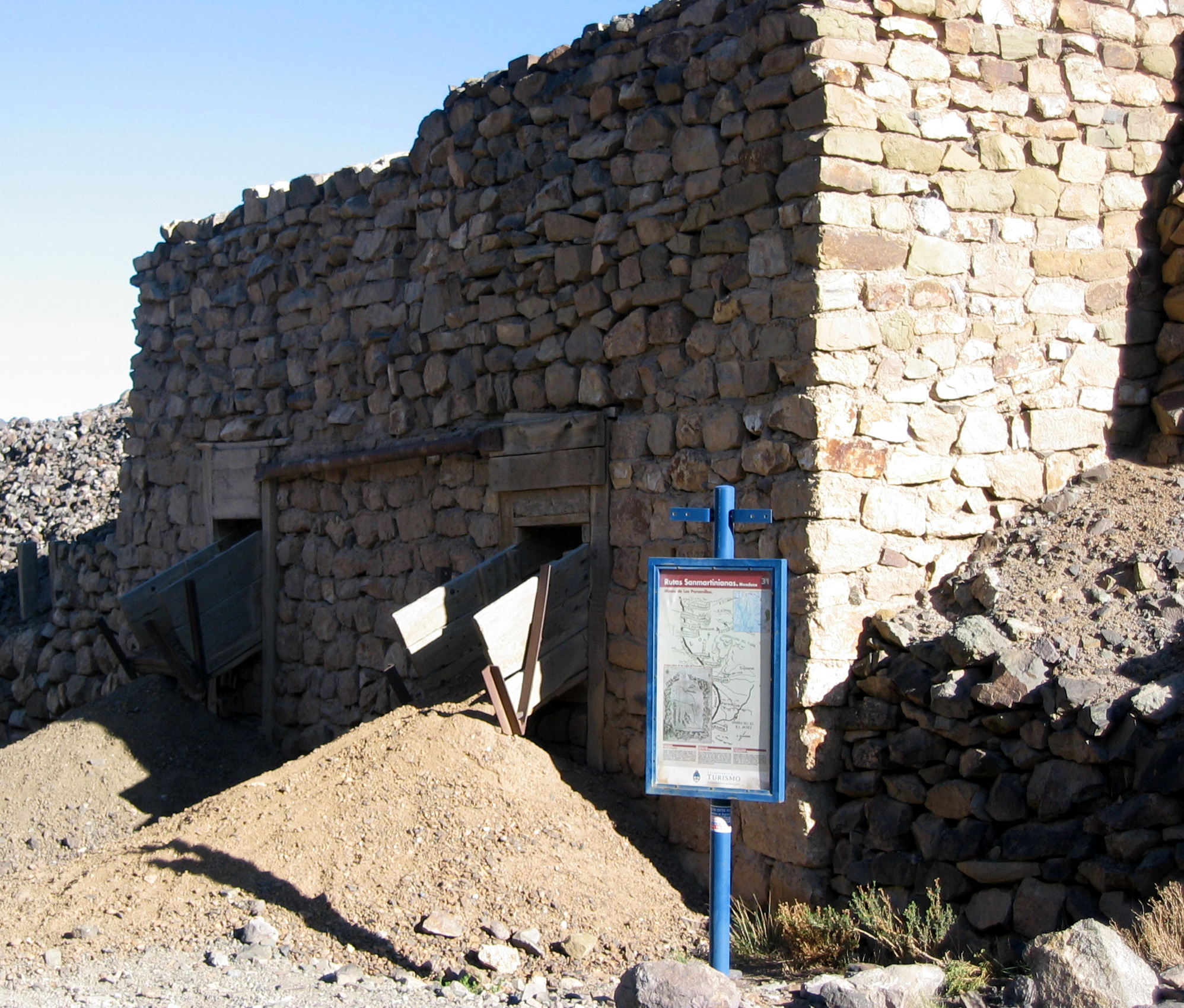
Cartel recordatorio de las rutas sanmartinianas en las ruinas de Paramillos.

En la reserva se halla el monumento Canota, lugar que señala el sitio donde se separó una de las agrupaciones en las que San Martín había dividido al Ejército Libertador para el cruce de los Andes, encabezada por Las Heras; el camino sanmartiniano, por donde el Ejército de los Andes pasó rumbo a la cordillera; las minas de Paramillos, que contienen minerales de plata como rosicler y galena y que fueron descubiertas por los misioneros jesuitas en 1614, en el camino a Uspallata. 
El viajero y filántropo inglés, Peter Schmidtmeyer recorrió prácticamente el mismo camino de Las Heras tres años después de que este cruzara la cordillera para liberar a Chile; el dibujo que hizo al pasar por Villavicencio fue convertido en una hermosa litografía por el italiano Agostino Aglio para su libro Viaje a Chile a través de Los Andes realizado en 1820-1821, publicado en Londres en 1824.

## Gato andino
En enero de 2020, en la Reserva Natural Villavicencio, cámaras trampa desplegadas por la ONG Alianza Gato Andino, la Fundación Villavicencio y la Secretaría de Ambiente argentina, a través de la Dirección de Recursos Naturales, detectaron claramente dos individuos de gato andino, considerado como la especie más amenazada del continente americano. El último ejemplar en las cercanías había sido divisado en 2008.